# MBI国际集团诈骗案
MBI国际集团诈骗案中国大陆方面称為MBI国际集团涉嫌组织领导传销活动案簡稱MBI传销案是一宗於中国大陆和马来西亚發生的層壓式金融騙局。恩必爱集团（英語：MBI Group）又称MBI国际集团成立於2009年7月，CEO为张誉发。自称旗下有30多家子公司。目前CEO已被引渡到中國大陆。